# بول أندرسون (مخرج)
مخرج إنجليزي ولد في نيوكاسل بإنجلترا في 4 مارس 1965، تخرج من جامعة وارويك وحصل على بكالوريوس في السينما والأدب، وقدم أول أعماله «التسوق» عن لصوص يسرقون المحلات بعد تحطيم واجهاتها، انتقل بعدها إلى هوليوود وقدم اقتباس سينمائي للعبة «مورتال كومبات» الشهيرة، مما جعله يتخذ من أفلام الرعب والخيال العلمي توجهاً سينمائياً له، فقدم مجموعة من الأعمال السينمائية الشهيرة أهمها سلسلة «مملكة الشر» وفيلم «المفترس ضد ألين (فيلم)».

## روابط خارجية
- بول أندرسون على موقع IMDb (الإنجليزية)
- بول أندرسون على موقع ميتاكريتيك (الإنجليزية)
- بول أندرسون على موقع روتن توميتوز (الإنجليزية)
- بول أندرسون على موقع قاعدة بيانات الأفلام العربية
- بول أندرسون على موقع ألو سيني (الفرنسية)
- بول أندرسون على موقع أول موفي (الإنجليزية)
- بول أندرسون على موقع بوكس أوفيس موجو (الإنجليزية)
- بول أندرسون على موقع قاعدة بيانات الأفلام السويدية (السويدية)
- بول أندرسون على موقع إن إن دي بي (الإنجليزية)
- بول أندرسون على موقع قاعدة بيانات الفيلم (الإنجليزية)